# Валютный контракт
Валютный контракт (Валютный фьючерс) — это договор на куплю-продажу валюты в будущем, по которому продавец принимает обязательство продать, а покупатель — купить определенное количество валюты в будущем по установленному на момент сделки курсу.
Однако валютный контракт может перепродаваться покупателем вплоть до указанной на нем даты исполнения.

## Цели
Валютные фьючерсы выполняют две задачи:
- В основном валютные контракты заключаются для страхования на случай изменения курсов различных валют. В том числе они позволяют инвесторам хеджировать риск, связанный с неблагоприятными изменениями курса валют на рынке.
- Дают возможность биржевым спекулянтам извлечь из этого прибыль путём перепродажи валютного контракта.

## Использование
Чем более изменчивы курсы валют, тем выше спрос на хеджирование. В ответ на возрастающие риски появились фондовые рынки, которые позволяют их участникам хеджировать свои ставки процента, снижать риск на бирже, а торговцам спекулировать этими финансовыми инструментами. Таким образом валютный контракт одновременно является инструментом планирования, хеджирования (страхования), а также спекуляции.
На валютном контракте, как и на других фьючерсах можно за короткое время получить либо потерять большое количество денег, поэтому спекулятивные операции одновременно и привлекательны, и рискованны. Контракты заключаются не в связи с ожиданием получить реальный товар, а в надежде получить разницу в цене на товар, обозначенный в контракте. Разница в цене определяется как её превышение или снижение между двумя моментами времени — сроком заключения контракта (цена на момент подписания контракта) и сроком его исполнения (цена на момент подписания контракта с противоположным, обратным условием: если фьючерсный контракт заключен на покупку, то его ликвидация происходит путём его продажи, и наоборот).
Данные финансовые сделки необходимо отличать от срочных сделок на реальный товар, которого у продавца в момент заключения нет, но который, как предполагается, будет у него через определенное время; и тогда реальный товар будет передан покупателю. Товаром при проведении операции является определенное количество одних валютных средств, предназначенных для продажи взамен других. Валютный фьючерсный контракт представляет собой юридическое соглашение. Только ограниченное число валют подлежат продаже на биржах, именно они обладают наибольшим торговым потенциалом из всех мировых валют. Рыночная цена, по которой идет торговля валютными фьючерсами, представлена в значениях обменного курса на данный момент времени. Её повышение или понижение на основном фьючерсном рынке основывается также и на изменениях обменного курса валют на зарубежных валютных рынках.